# Толеп (Каракиянский район)
Толеп (каз. Төлеп) — упразднённое село в Каракиянском районе Мангистауской области Казахстана. Входило в состав Куландинского сельского округа. Упразднено в 2018 году. Код КАТО — 474241200.

## Население
В 1999 году численность населения села составляла 133 человека (68 мужчин и 65 женщин). По данным переписи 2009 года в селе проживало 33 человека (16 мужчин и 17 женщин).